# Вераза
Вераза́ (фр. Véraza) — коммуна во Франции, находится в регионе Лангедок — Руссильон. Департамент коммуны — Од. Входит в состав кантона Лиму. Округ коммуны — Лиму.
Код INSEE коммуны — 11406.

## Название
Название коммуны — баскского происхождения (историческое написание — Beratza).

## Население
Население коммуны на 2008 год составляло 39 человек.
| 1962 | 1968 | 1975 | 1982 | 1990 | 1999 | 2008 |
| ---- | ---- | ---- | ---- | ---- | ---- | ---- |
| 24   | 42   | 29   | 41   | 48   | 45   | 39   |

## Экономика
В 2007 году среди 24 человек в трудоспособном возрасте (15—64 лет) 18 были экономически активными, 6 — неактивными (показатель активности — 75,0 %, в 1999 году было 71,4 %). Из 18 активных работали 15 человек (10 мужчин и 5 женщин), безработных было 3 (1 мужчина и 2 женщины). Среди 6 неактивных 2 человека были учениками или студентами, 4 — пенсионерами.